# Scirpophaga parvalis
Scirpophaga parvalis là một loài bướm đêm trong họ Crambidae.